# Francesco Luoni
Francesco Luoni (Varese, 9 aprile 1988) è un calciatore italiano, difensore dell'Arconatese.

## Caratteristiche tecniche
Nasce come terzino destro, ma può giocare anche come difensore centrale.

## Carriera
Esordisce nella prima squadra del Varese in Serie C2 nella stagione 2006-2007, collezionando 3 presenze. Nella stagione successiva diventa titolare, compiendo buone prestazioni tali da attirare l'interessamento dell'AlbinoLeffe, che già nella sessione di calciomercato di gennaio lo acquista a titolo definitivo.
Dopo quattro stagioni in maglia celeste e dopo una breve parentesi in prestito dapprima a Como e poi al Castel Rigone, il 1º settembre 2014 fa ritorno a Varese a titolo definitivo; in biancorosso segna il suo primo gol in carriera, il 28 dicembre 2014, nella vittoria interna del Varese sulla Ternana per 2-0.
Rimasto svincolato al termine della stagione 2014-2015, a seguito della dismissione del Varese 1910 - retrocesso in Lega Pro, oberato dai debiti e incapace di proseguire l'attività - accetta di giocare nel campionato di Eccellenza, nelle file della neocostituita società che eredita la tradizione sportiva varesina, il Varese, di cui assume la fascia di capitano. Dopo aver conquistato la promozione in Serie D, viene confermato in squadra anche per la stagione successiva.
Nell'estate 2017 lascia il club della città natale e si trasferisce al Lecco, sempre in Serie D

## Statistiche

### Presenze e reti nei club
Statistiche aggiornate al 4 maggio 2025.
| Stagione           | Squadra            | Campionato         | Campionato | Campionato | Coppe nazionali | Coppe nazionali | Coppe nazionali | Coppe continentali | Coppe continentali | Coppe continentali | Altre coppe | Altre coppe | Altre coppe | Totale | Totale |
| Stagione           | Squadra            | Comp               | Pres       | Reti       | Comp            | Pres            | Reti            | Comp               | Pres               | Reti               | Comp        | Pres        | Reti        | Pres   | Reti   |
| ------------------ | ------------------ | ------------------ | ---------- | ---------- | --------------- | --------------- | --------------- | ------------------ | ------------------ | ------------------ | ----------- | ----------- | ----------- | ------ | ------ |
| 2006-2007          | Varese             | C2                 | 3          | 0          | CI-C            | 0               | 0               | -                  | -                  | -                  | -           | -           | -           | 3+     | 0      |
| 2007-2008          | Varese             | C2                 | 29         | 0          | CI-C            | 3               | 0               | -                  | -                  | -                  | -           | -           | -           | 32     | 0      |
| 2008-2009          | AlbinoLeffe        | B                  | 20         | 0          | CI              | 0               | 0               | -                  | -                  | -                  | -           | -           | -           | 20     | 0      |
| 2009-2010          | AlbinoLeffe        | B                  | 20         | 0          | CI              | 0               | 0               | -                  | -                  | -                  | -           | -           | -           | 30     | 0      |
| 2010-2011          | AlbinoLeffe        | B                  | 31         | 0          | CI              | 1               | 0               | -                  | -                  | -                  | -           | -           | -           | 32     | 0      |
| 2011-2012          | AlbinoLeffe        | B                  | 19         | 0          | CI              | 2               | 0               | -                  | -                  | -                  | -           | -           | -           | 21     | 0      |
| Totale AlbinoLeffe | Totale AlbinoLeffe | Totale AlbinoLeffe | 90         | 0          |                 | 3               | 0               |                    | -                  | -                  |             | -           | -           | 93     | 0      |
| 2012-2013          | Como               | 1D                 | 19         | 0          | CI-LP           | 0               | 0               | -                  | -                  | -                  | -           | -           | -           | 19     | 0      |
| 2013-2014          | Castel Rigone      | 2D                 | 16         | 0          | CI-LP           | 0               | 0               | -                  | -                  | -                  | -           | -           | -           | 16     | 0      |
| 2014-2015          | Varese             | B                  | 26         | 1          | CI              | 1               | 0               | -                  | -                  | -                  | -           | -           | -           | 27     | 1      |
| 2015-2016          | Varese             | Ecc.               | 27         | 1          | CI-D            | 4               | 0               | -                  | -                  | -                  | -           | -           | -           | 31     | 0      |
| 2016-2017          | Varese             | D                  | 23+2       | 1          | CI-D            | 0               | 0               | -                  | -                  | -                  | -           | -           | -           | 25     | 1      |
| Totale Varese      | Totale Varese      | Totale Varese      | 108        | 3          |                 | 10              | 0               |                    | -                  | -                  |             | -           | -           | 118    | 3      |
| 2017-2018          | Lecco              | D                  | 31         | 2          | CI-D            | 2               | 1               | -                  | -                  | -                  | -           | -           | -           | 33     | 3      |
| 2018-2019          | Fanfulla           | D                  | 28+1       | 0          | CI-D            | 0               | 0               | -                  | -                  | -                  | -           | -           | -           | 29     | 0      |
| 2019-2020          | Seregno            | D                  | 12         | 0          | CI-D            | 3               | 0               | -                  | -                  | -                  | -           | -           | -           | 15     | 0      |
| 2020-2021          | Legnano            | D                  | 34         | 1          | CI              | -               | -               | -                  | -                  | -                  | -           | -           | -           | 34     | 1      |
| 2021-2022          | Arconatese         | D                  | 29         | 2          | CI-D            | 2               | 0               | -                  | -                  | -                  | -           | -           | -           | 31     | 2      |
| 2022-2023          | Arconatese         | D                  | 27+1       | 0          | CI-D            | 2               | 0               | -                  | -                  | -                  | -           | -           | -           | 30     | 0      |
| 2023-2024          | Arconatese         | D                  | 31         | 0          | CI-D            | 3               | 0               | -                  | -                  | -                  | -           | -           | -           | 33     | 0      |
| 2024-2025          | Arconatese         | D                  | 33         | 1          | CI-D            | 1               | 0               | -                  | -                  | -                  | -           | -           | -           | 34     | 1      |
| Totale Arconatese  | Totale Arconatese  | Totale Arconatese  | 120+1      | 3          |                 | 8               | 0               |                    | -                  | -                  |             | -           | -           | 129    | 3      |
| Totale carriera    | Totale carriera    | Totale carriera    | 458+4      | 9          |                 | 24              | 1               |                    | -                  | -                  |             | -           | -           | 486    | 10     |

## Palmarès

### Club

#### Competizioni regionali
- Eccellenza: 1

Varese: 2015-2016